# 濕尾症

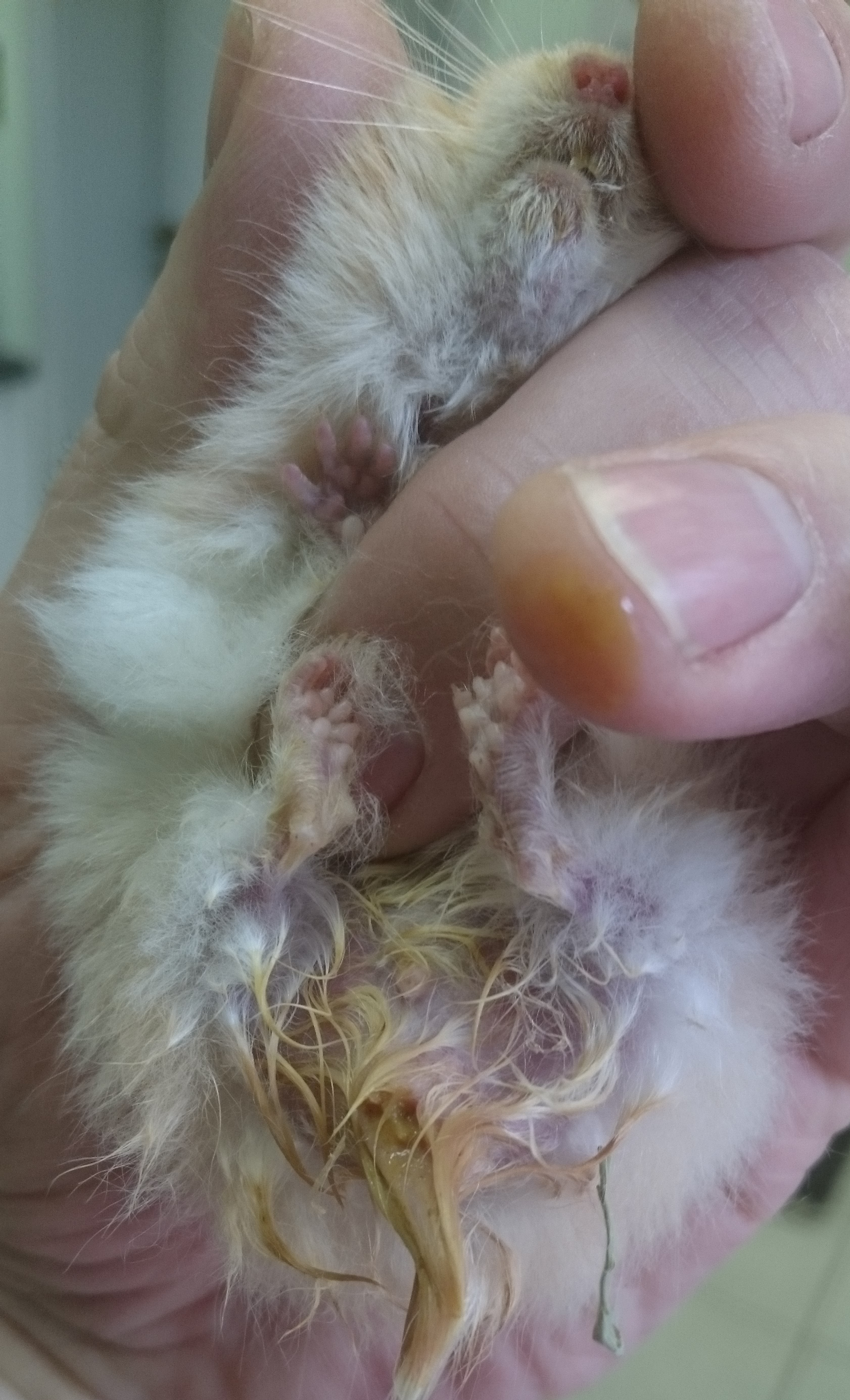
罹患濕尾症的倉鼠

湿尾症是發生在仓鼠身上的一种疾病。它是由压力所引发。仓鼠罹患此病後，即使经过治疗，它們也会在48-72小时内死亡。小仓鼠比大仓鼠更容易得这种病。有些小仓鼠在4周大断奶時就會染病。
湿尾病是由一種名為劳森氏菌（Lawsonia intracellularis）的細菌引起的动物肠道疾病 。湿尾病也是一种与压力有关的疾病，这种压力可由多种因素引起，包括：
- 环境的改變
- 饮食的改變
- 骯髒的笼子
- 與母亲或兄弟姊妹分離
- 一对伴侣的另一位生病或死亡

## 症状
濕尾症症状可能在倉鼠患病數天后才出现。主要症状是倉鼠的尾巴會出現湿漉漉的情況，同時还夹杂着粪便。该疾病的其他症状有：
- 腹泻
- 倦怠乏力
- 食欲不振
- 睡眠过多
- 走路时驼背
- 出現折耳
- 出現臭味
- 脾气异常，例如會咬人